# Eylon Almog
Eylon Almog (in ebraico אילון אלמוג‎?; Ness Ziona, 8 gennaio 1999) è un calciatore israeliano, attaccante dell'Hapoel Be'er Sheva.

## Caratteristiche tecniche
È un'ala sinistra.

## Carriera

### Club
Cresciuto nel settore giovanile del Maccabi Tel Aviv, ha esordito in prima squadra il 2 marzo 2016 disputando l'incontro di Coppa d'Israele vinto 2-0 contro l'Hapoel Kfar Saba.